# Olivier Pain
Olivier Pain (nacido el 16 de abril de 1981 en Niort, Francia), es un piloto de motos francés. Mide 1,71 metros y pesa 67 kilos.
Destaca en la especialidad de enduro y de raid, habiendo corrido ya varios Rally Dakar, sin obtener ninguna victoria de etapa, pero con un tercer puesto en la general en el año 2014 como mejor resultado final.

## Biografía
Compite en enduro y también en Rally raid como en el Rally Dakar y el Campeonato del Mundo de dicha prueba.
Debutó en el Rally Dakar en el año 2006 con un gran 28.º puesto en la clasificación general, y en año siguiente logró también un gran 16.º puesto.
En el año 2008 ganó el Rally de Túnez. Llegó cargado de moral al Rally Dakar de 2009, pero abandonó en la 7.ª etapa; ese mismo año consiguió ganar el Campeonato del mundo de Rally raid en la categoría de 450cc.
En 2010, volvió al Rally Dakar, y consiguió entrar en la lista de los diez primeros, acabó 9.º, y fue 3.º en una etapa. En 2011 preparó de forma especial el Rally Dakar para intentar meterse en el podio, pero cuando parecía que iba a ganar la 5.º etapa, sufrió una caída y se vio obligado al abandono tras romperse el hueso de la muñeca izquierda, donde fue auxiliado por el español Marc Coma, que perdió 11 minutos al atenderle, cosa que los jueces le restaron de su tiempo por su solidaridad; y que a la postre sería vencedor del Rally Dakar de ese año.
Ya en 2012, volvió a conseguir el 9.º puesto en el Rally Dakar. En 2013 estuvo 4 días como líder de la clasificación general, liderato que perdió en la 8.º etapa, tras perderse camino de San Miguel de Tucumán. Finalmente acabó en un meritorio 6.º lugar, siendo la primera moto después de las KTM, que ocuparon las cinco primeras plazas. Como resultado más destacado durante el resto de la temporada, es su 3.º puesto en el Rally de Merzouga.
Para el Rally Dakar 2014 se marcó el objetivo de entrar en el Top 5. Sin embargo, con el paso de las etapas fue ganando confianza, tras un inicio irregular y a falta de un par de etapas marchaba cuarto en la general a diez minutos del tercer clasificado Jordi Viladoms. En la penúltima etapa, el segundo clasificado hasta ese momento Joan Barreda Bort, sufrió problemas en su moto, por lo que perdió dos horas y media en la general. De esta manera Pain, marchaba tercero a falta de una etapa con una ventaja de cuatro minutos sobre el vigente campeón Cyril Despres. En la última etapa supo defender su ventaja, y con solo 35 segundos subió al tercer e histórico último cajón del podio. Además, fue el primer piloto de Yamaha en acabar la prueba y también el primero no español.
Para 2015 llegaba como primer piloto francés y de Yamaha y con la ilusión de incluso ganar. Sin embargo en esta edición tan solo en una etapa pudo acabar en el Top 10, acabando finalmente en un décimo puesto en la tabla general final. Sería su última participación con la escudería Yamaha, uniéndose al equipo de KTM.

## Participaciones en el Rally Dakar
| Año     | Categoría | Vehículo  | Posición  | Etapas ganadas |
| ------- | --------- | --------- | --------- | -------------- |
| 2006    | Motos     | Yamaha    | 28.º      | -              |
| 2007    | Motos     | Yamaha    | 16.º      | -              |
| 2008    | Cancelado | Cancelado | Cancelado | Cancelado      |
| 2009    | Motos     | Yamaha    | Ret.      | -              |
| 2010    | Motos     | Yamaha    | 9.º       | -              |
| 2011    | Motos     | Yamaha    | Ret.      | -              |
| 2012    | Motos     | Yamaha    | 9.º       | -              |
| 2013    | Motos     | Yamaha    | 6.º       | -              |
| 2014    | Motos     | Yamaha    | 3.º       | -              |
| 2015    | Motos     | Yamaha    | 10.º      | -              |
| 2016    | Motos     | KTM       | 22.º      | -              |
| 2018    | Motos     | KTM       | 28.º      | -              |
| 2020    | Motos     | KTM       | 33.º      | -              |
| Fuente: |           |           |           |                |